# Pina López-Gay
Josefina López López-Gay, més coneguda com a Pina López Gay i en la clandestinitat com a Inés (Almeria, 11 de març de 1949 - Sevilla, 7 d'agost de 2000), va ser una dirigent política i sindical espanyola. Va dirigir la Jove Guàrdia Roja d'Espanya, organització juvenil del Partit del Treball d'Espanya (PTE) en els anys finals de la dictadura franquista i els inicials de la democràcia. Especialista en antropologia i història d'Amèrica, al 1985 va assumir la vicepresidència de la Comissió per al Vè Centenari.

## Biografia
Va néixer en el si d'una família conservadora procedent d'Alhama de Almería, de tradició falangista i franquista. Filla de Josefa López-Gay i Mario López Rodríguez, el seu pare havia estat secretari general del Govern Civil d'Almeria al 1942 i, més tard, del de Sevilla durant prop de 38 anys. Era la gran de cinc germans. Va estudiar en el col·legi Sagrado Corazón El Valle, a Sevilla, i a l'Institut Murillo.

## Trajectòria política
Va iniciar els estudis a la Facultat de Filosofia i Lletres de la Universitat de Sevilla en el curs 1970-71, moment en el qual es va implicar en el moviment estudiantil antifranquista, en entrar a formar part de les Joventuts Universitàries Revolucionàries, vinculades al Partit Comunista d'Espanya (i), antecedent del PTE. Al 1975 va ser escollida representant nacional en la Reunió General d'Universitats.
Al 1973 va ingressar en la Jove Guàrdia Roja, organització de la qual va ser escollida al 1976 secretària general, sent l'única dona al capdavant d'una organització política a Espanya. A més, va formar part del comitè executiu federal i del comitè central del Partit dels Treballadors d'Espanya.
En les eleccions generals de 1979, va ser candidata d'aquest partit, ocupant el segon lloc de la llista electoral per Madrid, però no va sortir elegida. Durant aquesta campanya va resultar ferida com a conseqüència d'una agressió de joves vinculats a l'extrema dreta. Durant la seva activitat política se li van obrir dos consells de guerra i va sofrir diverses agressions físiques de grups feixistes. Durant el cop d'estat de 1981 va ser segrestada per joves d'extrema dreta durant unes hores i posteriorment alliberada sense sofrir més danys. 
Al maig de 1980 va abandonar el Partit dels Treballadors, després de la fusió del PTE amb la ORT. Malgrat les ofertes del llavors president de la Junta d'Andalusia Manuel Chaves, mai va tornar a la política.

## Trajectòria professional
A l'agost de 1981 va dirigir el curs de la Universitat Internacional Menéndez Pelayo sobre la situació de la dona en diferents democràcies europees. Va publicar diversos articles periodístics a El País i un llibre en què exposava la seva ideologia marxista i feminista, La dona en el món actual: notes sobre el feminisme (1982). Fins a l'any 1983 va ser la coordinadora delscursos de la Universitat Internacional Menéndez i Pelayo, dirigint el seminari El femení i el masculí en el nostre temps: ruptura o continuïtat? Considerava que «el feminisme representava un moviment "universal" en tant que seria capaç de sostenir la "utopia d'un món de relacions humanes, lliures i iguals entre éssers diferents"».
Al 1985 va assumir la vicepresidència de la Comissió per al V Centenari, que seria la base per a l'organització de l'Exposició Universal de Sevilla de 1992, des d'on va impulsar l'Institut Cervantes, la Casa d'América o la Cimera de Caps d'Estat Iberoamericans de Sevilla-92.
Va morir d'un infart de miocardi un mes després d'operar-se d'un tumor, el 7 d'agost de 2000.

## Vida personal
El 1983 es va casar civilment amb l'empresari Ignacio García de Cortázar i Ruíz d'Aguirre, amb qui va tenir una filla, Mar.

## Obres
- La dona en el món actual: notes sobre el feminisme. (1982). Coordinadora[8]
- La Cooperació exterior en el marc de la commemoració del Cinquè Centenari del Descobriment d'Amèrica. (1991)

## Reconeixements pòstums
- El setembre del 1993 el Govern de Xile li va concedir la condecoració «Gabriela Mistral» en reconeixement de la seva labor al capdavant de la vicepresidència de la Comissió del V Centenari.[4]
- 1993 va rebre un homenatge pòstum a la Casa de América.
- El 29 de juny de 2018 el ple de l'Ajuntament de Sevilla va acordar per unanimitat donar el seu nom a un carrer al districte de Bellavista.[9]